# Turanium badenkoi
Turanium badenkoi är en skalbaggsart som beskrevs av Aleksandr Sergeievich Danilevsky 2001. Turanium badenkoi ingår i släktet Turanium och familjen långhorningar.
Artens utbredningsområde är Kazakstan. Inga underarter finns listade i Catalogue of Life.